# Jeff Branson
Jeffrey Dale „Jeff“ Branson (* 10. března 1977 St. Louis, Missouri) je americký herec.

## Biografie
Narodil se v missourském St. Louis. Televizním debutem se stala seriálová role Jonathana Laveryho v mýdlové opeře stanice ABC All My Children, která měla premiéru 15. června 2004. V období od dubna do srpna 2005 v tomto projektu nenatáčel, protože se diváci domnívali, že jeho postava zemřela následkem výbuchu. Přesto měl po celou dobu podepsanou smlouvu na plánovaný návrat postavy. Naposledy se v této soap opeře objevil v dílu vysílaném 18. prosince 2007.
Kromě projektu All My Children si v roce 2000 jako host zahrál v seriálu Zákon a pořádek: Útvar pro zvláštní oběti. Daný rok získal také vedlejší roli ve filmu Drsnej Shaft a o dva roky později účinkoval v neúspěšném mysteriózním hororu Vlci Wall Streetu.
V sezóně 2003 nejdříve ztvárnil mladého Alana Spauldinga v seriálu Guiding Light a poté se v něm podílel na jiné postavě Shayna Lewise, kterou hrál až do posledního dílu série, odvysílané 18. září 2009.
Roku 2005 získal první nominaci na Daytime Emmy Award v kategorii Nejlepší výkon ve vedlejší roli – seriál, za výkon v mýdlové opeře All My Children. O čtyři roky později přišla druhá nominace za ztvárnění Shayna Lewise v Guiding Light, kterou proměnil ve vítězství.
V roce 2010 si zahrál drsného Johnnyho v thrilleru I Spit on Your Grave, spadajícího do subžánru rape and revenge.

## Výběr filmografie
- 2010 – I Spit on Your Grave
- 2009 – The Magnificent Cooly-T
- 2006 – Co takhle zaplavat si
- 2006 – Opilí slávou
- 2005 – Building Girl
- 2005 – Four Lane Highway
- 2002 – Beze stopy (seriál)
- 2002 – Vlci Wall Streetu
- 2000 – Drsnej Shaft
- 2000 – Zákon a pořádek: Útvar pro zvláštní oběti